# 강원특별자치도의 기념물
강원특별자치도의 기념물은 지방기념물 중에서 강원특별자치도 내에 있는 문화재를 의미한다. 2016년 12월 2일 현재 89건의 문화재가 지정되었고, 이중 9건의 문화재가 지정해제되었다.

## 지정 목록
| 번호 | 사진 | 명칭                                                        | 소재지                                                              | 관리자 (단체)            | 지정일                                                                | 참조 |
| 1호  |      | 춘천혈거유지 (春川穴居遺址)                                 | 강원 춘천시 한림대학길1(후평동)                                     | 춘천시장                 | 1971년 12월 16일 지정                                                 |      |
| 2호  |      | 경포 (鏡浦)                                                 | 강원 강릉시 운정동984 일원                                          | 강릉시                   | 1971년 12월 16일 지정, 2014년 2월 7일 해제, 명승 제108호로 승격       |      |
| 3호  |      | 용지 (龍池)                                                 | 강원 강릉시 포남동 1138-8                                           | 강릉시                   | 1971년 12월 16일 지정                                                 |      |
| 4호  |      | 춘천천전리지석묘군 (春川泉田里支石墓群)                     | 강원 춘천시 신북읍 천전리 685-7                                     | 춘천시장                 | 1971년 12월 16일 지정                                                 |      |
| 5호  |      | 청령포 (淸泠浦)                                             | 강원 영월군 남면 광천리 67-1외 3필지                                | 영월군                   | 1971년 12월 16일 지정, 2008년 12월 26일 해제 명승 50호로 승격         |      |
| 6호  |      | 흥녕선원지 (興寧禪院址)                                     | 강원 영월군 무릉도원면 법흥리 385                                   | 법흥사                   | 1971년 12월 16일 지정                                                 |      |
| 7호  |      | 봉양리뽕나무 (鳳陽里뽕나무)                                 | 강원 정선군 정선읍 봉양리 217-9                                     | 고종헌                   | 1971년 12월 16일 지정                                                 |      |
| 8호  |      | 고석정및순담 (孤石亭및蓴潭)                                 | 강원 철원군 동송읍 장흥리725-13, 갈말읍 군탄리707-34                | 철원군                   | 1971년 12월 16일 지정                                                 |      |
| 9호  |      | 고대리지석묘군 (高垈里支石墓群)                             | 강원 양구군 양구읍 고대리 607-1번지                                 | 양구군                   | 1971년 12월 16일 지정                                                 |      |
| 10호 |      | 화진포 (花津浦)                                             | 강원 고성군 거진읍 화포리 산24-1외 7필지                            | 고성군                   | 1971년 12월 16일 지정                                                 |      |
| 11호 |      | 굴산사지 (掘山寺址)                                         | 강원 강릉시 구정면 학산리 732                                       | 강릉시                   | 1971년 12월 16일 지정 2003년 6월 2일 해제 사적 448호로 승격           |      |
| 12호 |      | 명주군왕릉 (溟州郡王陵)                                     | 강원 강릉시 성산면 보광리 산285                                     | 강릉김씨종중             | 1971년 12월 16일 지정                                                 |      |
| 13호 |      | 동해어달산봉수대 (東海於達山烽燧臺)                         | 강원 동해시 대진동                                                  | 동해시                   | 1971년 12월 16일 지정                                                 |      |
| 14호 |      | 교가리느티나무 (交柯里느티나무)                             | 강원 삼척시 근덕면 교가리 650-15                                    | 삼척시                   | 1971년 12월 16일 지정                                                 |      |
| 15호 |      | 실직군왕릉 (悉直郡王陵)                                     | 강원 삼척시 성북동 213-5                                            | 삼척김씨종중             | 1971년 12월 16일 지정                                                 |      |
| 16호 |      | 춘천삼악산 (春川三岳山)                                     | 강원 춘천시 서면 덕두원리                                           | 춘천시장                 | 1973년 7월 31일 지정                                                  |      |
| 17호 |      | 한계산성 (寒溪山城)                                         | 강원 인제군 북면 한계리 산1-1                                       | 인제군                   | 1973년 7월 31일 지정, 2019년 11월 15일 해제, 사적 제553호로 승격      |      |
| 18호 |      | 하시동고분군 (下詩洞古墳群)                                 | 강원 강릉시 강동면 하시동리 산129-3외 4필지                         | 강릉시                   | 1973년 7월 31일 지정                                                  |      |
| 19호 |      | 춘천중도적석총 (春川中島積石塚)                             | 강원 춘천시 중도동 595-1                                            | 춘천시장                 | 1976년 6월 17일 지정                                                  |      |
| 20호 |      | 김청풍부원군묘역 (金淸風府院君墓域)                         | 강원 춘천시 서면 안보 1리 산25-1                                    | 춘천시장                 | 1976년 6월 17일 지정                                                  |      |
| 21호 |      | 신장절공묘역 (申壯節公墓域)                                 | 강원 춘천시 서면 방동리 산 816-1                                    | 춘천시장                 | 1976년 6월 17일 지정                                                  |      |
| 22호 |      | 철원지석묘군 (鐵原支石墓群)                                 | 강원 철원군 갈말읍 토성리 821-5                                     | 철원군                   | 1976년 6월 17일 지정                                                  |      |
| 23호 |      | 영월용담굴 (寧越龍潭窟)                                     | 강원 영월군 하동면 진별리 산204                                     | 영월군                   | 1976년 6월 17일 지정                                                  |      |
| 24호 |      | 철원토성및석조물 (鐵原土城및石造物)                         | 강원 철원군 갈말읍 토성리 273-3외5필지, 갈말읍 군탄리 505-15외2필지 | 철원군                   | 1977년 11월 28일 지정                                                 |      |
| 25호 |      | 홍천풍암리동학혁명군전적지 (洪川豊岩里東學革命軍戰蹟地)     | 강원 홍천군 서석면 풍암리 505-11,12                                 | 홍천군                   | 1977년 11월 28일 지정                                                 |      |
| 26호 |      | 춘천봉의산성 (春川鳳儀山城)                                 | 강원 춘천시 봉의동 산 2-1                                           | 춘천시장                 | 1979년 5월 30일 지정                                                  |      |
| 27호 |      | 원주영원산성 (原州領원山城)                                 | 강원 원주시 판부면 금대리 산50-2                                    | 원주시                   | 1979년 5월 30일 지정 2003년 6월 2일 해제 사적 447호로 승격            |      |
| 28호 |      | 강릉대공산성 (江陵大公山城)                                 | 강원 강릉시 성산면 보광리 산544                                     | 강릉시                   | 1979년 5월 30일 지정                                                  |      |
| 29호 |      | 운산리은행나무 (雲山里銀杏나무)                             | 강원 강릉시 운산동 산331-7번지 외 1필지                             | 정덕환                   | 1979년 5월 30일 지정                                                  |      |
| 30호 |      | 학곡리황장금표 (鶴谷里黃腸禁標)                             | 강원 원주시 소초면 학곡리 1061                                      | 구룡사                   | 1979년 5월 30일 지정                                                  |      |
| 31호 |      | 영월연하동굴 (寧越蓮下洞窟)                                 | 강원 영월군 영월읍 연하리 산267                                     | 영월군                   | 1980년 2월 26일 지정                                                  |      |
| 32호 |      | 영월대야동굴 (寧越大野洞窟)                                 | 강원 영월군 하동면 진별리 산71                                      | 영월군                   | 1980년 2월 26일 지정                                                  |      |
| 33호 |      | 정선화암굴 (旌善畵岩窟)                                     | 강원 정선군 동면 화암리 248                                         | 정선군                   | 1980년 2월 26일 지정, 2019년 11월 15일 해제 천연기념물 제557호로 승격 |      |
| 34호 |      | 정선비룡굴 (旌善飛龍窟)                                     | 강원 정선군                                                         | 정선군                   | 1980년 2월 26일 지정                                                  |      |
| 35호 |      | 강릉동대굴 (江陵東臺窟)                                     | 강원 강릉시 옥계면 산계리 산252                                     | 강릉시                   | 1980년 2월 26일 지정                                                  |      |
| 36호 |      | 강릉서대굴 (江陵西臺窟)                                     | 강원 강릉시 옥계면 산계리 산428                                     | 강릉시                   | 1980년 2월 26일 지정                                                  |      |
| 37호 |      | 강릉옥계굴 (江陵玉溪窟)                                     | 강원 강릉시 옥계면 산계리 산428                                     | 강릉시                   | 1980년 2월 26일 지정                                                  |      |
| 38호 |      | 강릉비선굴 (江陵飛仙窟)                                     | 강원 강릉시 옥계면 산계리 산432                                     | 강릉시                   | 1980년 2월 26일 지정                                                  |      |
| 39호 |      | 태백용연굴 (太白龍淵窟)                                     | 강원 태백시 화전2동 산47-1                                          | 태백시                   | 1980년 2월 26일 지정                                                  |      |
| 40호 |      | 삼척저승굴 (三陟저승窟)                                     | 강원 삼척시 도계읍 한내리 산55                                      | 삼척시                   | 1980년 2월 26일 지정                                                  |      |
| 41호 |      | 삼척활기굴 (三陟活耆窟)                                     | 강원 삼척시 미로면 활기리 산148-1                                   | 삼척시                   | 1980년 2월 26일 지정                                                  |      |
| 42호 |      | 영진리고분군 (領津里古墳群)                                 | 강원 강릉시 연곡면 영진리 산40                                      | 강릉시                   | 1981년 8월 5일 지정                                                   |      |
| 43호 |      | 준경묘,영경묘 (濬慶墓,永慶墓)                               | 강원 삼척시 미로면 활기리 92,98,산149,하사전리 산53                 | 삼척시                   | 1981년 8월 5일 지정, 2012년 7월 20일 해제, 사적524호로 승격           |      |
| 44호 |      | 춘천만천리백로및왜가리번식지 (春川萬泉里白鷺및왜가리繁殖地) | 강원 춘천시 동면 만천리 416-1                                       | 박용현                   | 1982년 11월 3일 지정                                                  |      |
| 45호 |      | 춘천증리고분군 (春川甑里古墳群)                             | 강원 춘천시 신동면 증리 산97-1                                      | 춘천시                   | 1982년 11월 3일 지정                                                  |      |
| 46호 |      | 춘천신매리석실고분 (春川新梅里石室古墳)                     | 강원 춘천시 서면 신매리 177-14                                      | 춘천시                   | 1982년 11월 3일 지정                                                  |      |
| 47호 |      | 홍천물걸리사지 (洪川物傑里寺址)                             | 강원 홍천군 내촌면 물걸리 588-4, 589-1                              | 홍천군                   | 1982년 11월 3일 지정                                                  |      |
| 48호 |      | 원주법천사지 (原州法泉寺址)                                 | 강원 원주시 부론면 법천리 산70외 59필지                             | 원주시                   | 1982년 11월 3일 지정 2005년 8월 31일 해제, 사적 제466호로 승격        |      |
| 49호 |      | 평창수항리사지 (平昌水項里寺址)                             | 강원 평창군 진부면 수항리 143-1∼24                                  | 김익수                   | 1982년 11월 3일 지정                                                  |      |
| 50호 |      | 인제한계사지 (麟蹄寒溪寺址)                                 | 강원 인제군 북면 한계리 90-4                                        | 인제군                   | 1982년 11월 3일 지정                                                  |      |
| 51호 |      | 고성건봉사지 (高城乾鳳寺址)                                 | 강원 고성군 거진읍 냉천리 36                                        | 건봉사                   | 1982년 11월 3일 지정                                                  |      |
| 52호 |      | 양양진전사지 (襄陽陳田寺址)                                 | 강원 양양군 강현면 둔전리 124-5외 3필지                             | 양양군                   | 1982년 11월 3일 지정                                                  |      |
| 53호 |      | 양양선림원지 (襄陽禪林院址)                                 | 강원 양양군 서면 서림리 424                                         | 양양군                   | 1982년 11월 3일 지정                                                  |      |
| 54호 |      | 대관령성황사및산신각 (大關嶺城隍祠및山神閣)                 | 강원 평창군 대관령면 횡계리                                         | 강릉시                   | 1984년 6월 2일 지정                                                   |      |
| 55호 |      | 청평사지 (淸平寺址)                                         | 강원 춘천시 북산면 청평리 669외 2필지                               | 청평사                   | 1984년 12월 28일 지정                                                 |      |
| 56호 |      | 홍천군업리지석묘군 (洪川君業里支石墓群)                     | 강원 홍천군 화촌면 군업리 608-1                                     | 홍천군                   | 1986년 5월 23일 지정                                                  |      |
| 57호 |      | 태백장성의삼엽충화석군락지 (太白長省의三葉蟲化石群落地)     | 강원 태백시 장성동 산29-1외 3필지                                   | 대한석탄공사             | 1986년 11월 19일 지정 2000년 4월 24일 해제 천연기념물416호로 승격지정 |      |
| 58호 |      | 태백월둔동굴 (太白月屯洞窟)                                 | 강원 태백시 원동 산117                                              | 태백시                   | 1986년 11월 19일 지정                                                 |      |
| 59호 |      | 삼척늑구리은행나무 (三陟訥口里銀杏나무)                     | 강원 삼척시 도계읍 늑구리 210-2                                     | 김성학                   | 1986년 11월 19일 지정                                                 |      |
| 60호 |      | 삼척천은사의이승휴유허지 (三陟天恩寺의李承休遺墟址)         | 강원 삼척시 미로면 내미로리 785 천은사                              | 천은사                   | 1987년 6월 8일 지정 2000년 9월 16일 해제, 사적 421호로 승격           |      |
| 61호 |      | 삼척숙암리고분군 (三陟宿岩里古墳群)                         | 강원 삼척시 하장면 숙암리 산76-1                                    | 삼척시                   | 1988년 5월 18일 지정                                                  |      |
| 62호 |      | 양양오산리선사유적 (襄陽鰲山里先史遺蹟)                     | 강원 양양군 손양면 오산리 60외 3필                                  | 양양군                   | 1990년 5월 31일 지정, 1997년 4월 18일 해제, 사적 제394호로 승격       |      |
| 63호 |      | 화천화음동정사지 (華川華陰洞精舍址)                         | 강원 화천군 사내면 삼일리 1097외 6필지                              | 화천군                   | 1990년 5월 31일 지정                                                  |      |
| 64호 |      | 강릉옥천동은행나무 (江陵玉川洞은행나무)                     | 강원 강릉시 옥천동 61                                               | 강릉시                   | 1993년 12월 23일 지정                                                 |      |
| 65호 |      | 홍천동창보수로및암각명 (洪川東倉洑水路및암각명)             | 강원 홍천군 서석면 수하리 산204-1                                   | 김창묵                   | 1994년 4월 25일 지정                                                  |      |
| 66호 |      | 정선화암리소나무 (旌善畵岩里소나무)                         | 강원 정선군 동면 화암리 244                                         | 정선군                   | 1994년 4월 25일 지정 2005년 5월 27일 해제 자연고사로 인해 지정해제    |      |
| 67호 |      | 홍천명개리열목어서식지 (洪川明開里熱目魚捿息地)             | 강원 홍천군 내면 명개리 210-3 계방천 일원                           | 홍천군                   | 1994년 9월 23일 지정                                                  |      |
| 68호 |      | 정선고성리산성 (旌善古城里山城)                             | 강원 정선군 신동읍 고성리 산319외 4필지                             | 정선군                   | 1994년 9월 23일 지정                                                  |      |
| 69호 |      | 강릉보광리분청자요지 (江陵普光里粉靑磁窯址)                 | 강원 강릉시 성산면 보광리 711-2외 5필지                             | 강릉시                   | 1994년 9월 23일 지정                                                  |      |
| 70호 |      | 정선송계리산성및고분군 (旌善松溪里山城및古墳群)             | 강원 정선군 임계면 송계리 산80 외 5필지                             | 정선군                   | 1995년 3월 9일 지정                                                   |      |
| 71호 |      | 삼척공양왕릉 (三陟恭讓王陵)                                 | 강원 삼척시 근덕면 궁촌리 178                                       | 삼척시                   | 1995년 9월 18일 지정                                                  |      |
| 72호 |      | 철원충렬사지 (鐵原忠烈祠址)                                 | 강원 철원군 김화읍 읍내리 630                                       | 김화충렬사봉안회         | 1997년 10월 25일 지정                                                 |      |
| 73호 |      | 양양동해신묘지 (襄陽東海神廟址)                             | 강원 양양군 양양읍 조산리 339외 1필                                 | 양양군                   | 2000년 1월 22일 지정                                                  |      |
| 74호 |      | 춘천의암유인석묘역 (春川毅菴柳麟錫墓域)                     | 강원 춘천시 남면 가정리 산91                                        | .                        | 2000년 3월 11일 지정                                                  |      |
| 75호 |      | 원주운곡원천석묘역 (原州耘谷元天錫墓域)                     | 강원 원주시 행구동 산37                                             | 원주원씨운곡공종중       | 2000년 11월 18일 지정                                                 |      |
| 76호 |      | 원주조엄묘역 (原州趙엄墓域)                                 | 강원 원주시 지정면 간현리 산69-12                                   | 풍양조씨회양공파종중     | 2000년 11월 18일 지정                                                 |      |
| 77호 |      | 홍천한서남궁억묘역 (洪川翰西南宮檍墓域)                     | 강원 홍천군 서면 모곡리 산94                                        | 함열남궁씨무주공파문중회 | 2000년 11월 18일 지정                                                 |      |
| 78호 |      | 철원성산성 (鐵原城山城)                                     | 강원 철원군 김화읍 읍내리 산121 외                                  | 철원군                   | 2003년 1월 18일 지정                                                  |      |
| 79호 |      | 강릉고려성 (江陵高麗城)                                     | 강원 강릉시 강동면 정동진리 508-1외 14필지                          | 강릉시                   | 2003년 1월 18일 지정                                                  |      |
| 80호 |      | 평창노산성 (平昌魯山城)                                     | 강원 평창군 평창읍 하리 산1 및 중리 산10 일원                       | 평창군                   | 2003년 1월 18일 지정                                                  |      |
| 81호 |      | 영월창령사지 (寧越蒼嶺寺址)                                 | 강원 영월군 남면 창원2리 1075                                       | 영월군수                 | 2003년 1월 18일 지정                                                  |      |
| 82호 |      | 횡성둔내철기시대주거지유적 (橫城屯內鐵器時代住居址遺蹟)     | 강원 횡성군 둔내면 둔방내리 594 외                                  | 횡성군                   | 2003년 1월 18일 지정                                                  |      |
| 83호 |      | 화천용암리선사유적 (華川龍岩里先史遺蹟)                     | 강원 화천군 하남면 용암리 1121외 34필지                             | 화천군수                 | 2004년 1월 17일 지정                                                  |      |
| 84호 |      | 동해송정동철기시대유적 (東海松亭洞鐵器時代遺跡)             | 강원 동해시 송정동 산7-1 일원                                       | 동해시장                 | 2005년 3월 19일 지정                                                  |      |
| 85호 |      | 삼척안의리모과나무 (三陟安衣里모과나무)                     | 강원 삼척시 신기면 안의리 207                                       | 이현모                   | 2005년 4월 2일 지정                                                   |      |
| 86호 |      | 동해이로동기와가마터 (東海泥老洞瓦窯址)                     | 강원 동해시 이로동 700-1 외                                         | 동해시장                 | 2005년 4월 22일 지정                                                  |      |
| 87호 |      | 철원향교지 (鐵原 鄕校址)                                    | 강원 철원군 월하리 67번지 외 21필지                                 | 철원군                   | 2006년 7월 28일 지정                                                  |      |
| 88호 |      | 평창우통수 (平昌于筒水)                                     | 강원 평창군 진부면 동산리 산1                                       | 월정사                   | 2011년 12월 16일 지정                                                 |      |
| 89호 |      | 인제동경대전간행터 (麟蹄東經大全刊行址)                     | 강원 인제군 남면 갑문리 351·375번지                                 | 국유(국방부)             | 2016년 12월 2일 지정                                                  |      |
| 90호 |      | 동해삼화동고려고분 (東海三和洞高麗古墳)                     | 강원 동해시 삼화로 584 (삼화동)                                     |                          | 2017년 9월 22일 지정                                                  |      |
| 91호 |      | 원주칠봉서원지 (原州七峯書院址)                             | 원주시                                                              |                          | 2019년 2월 22일 지정                                                  |      |